# Bojan Strugar
Bojan Strugar (ur. 30 czerwca 1995 w Podgoricy) – czarnogórski siatkarz, reprezentant Czarnogóry, grający na pozycji atakującego. 

## Sukcesy klubowe
Liga czarnogórska:
- 2012, 2013, 2014, 2015, 2023
- 2019

Puchar Szwajcarii:
- 2021

Liga rumuńska:
- 2025[3]